# توم ووركمان
توم ووركمان (بالإنجليزية: Tom Workman)‏ مواليد 14 نوفمبر 1944 في سياتل، هو لاعب كرة سلة أمريكي معتزل. بدأ مسيرته الاحترافية في سنة 1967. تم اختياره من قبل فريق أتلانتا هوكس خلال الدرافت. يبلغ طوله 6 قدم 7 بوصة (2.0 م). اعتزل اللعب في 1971.

## المسيرة الاحترافية
لعب مع أتلانتا هوكس في موسم 1967–1968، ثم لعب مع واشنطن ويزاردز من سنة 1967 إلى 1969، ثم لعب مع ديترويت بيستونز في سنة 1969، ثم لعب مع دنفر ناغتس في موسم 1970–71 .

## روابط خارجية
- توم ووركمان على موقع إن بي أي (الإنجليزية)
- توم ووركمان على موقع سبورتس رفرنس (الإنجليزية)
- توم ووركمان على موقع كلية كرة السلة في سبورتس رفرنس.كوم (الإنجليزية)
- توم ووركمان على موقع ريلجم (الإنجليزية)
- توم ووركمان على موقع بروبوليرز (الإنجليزية)